# Sankt Paulsgatan

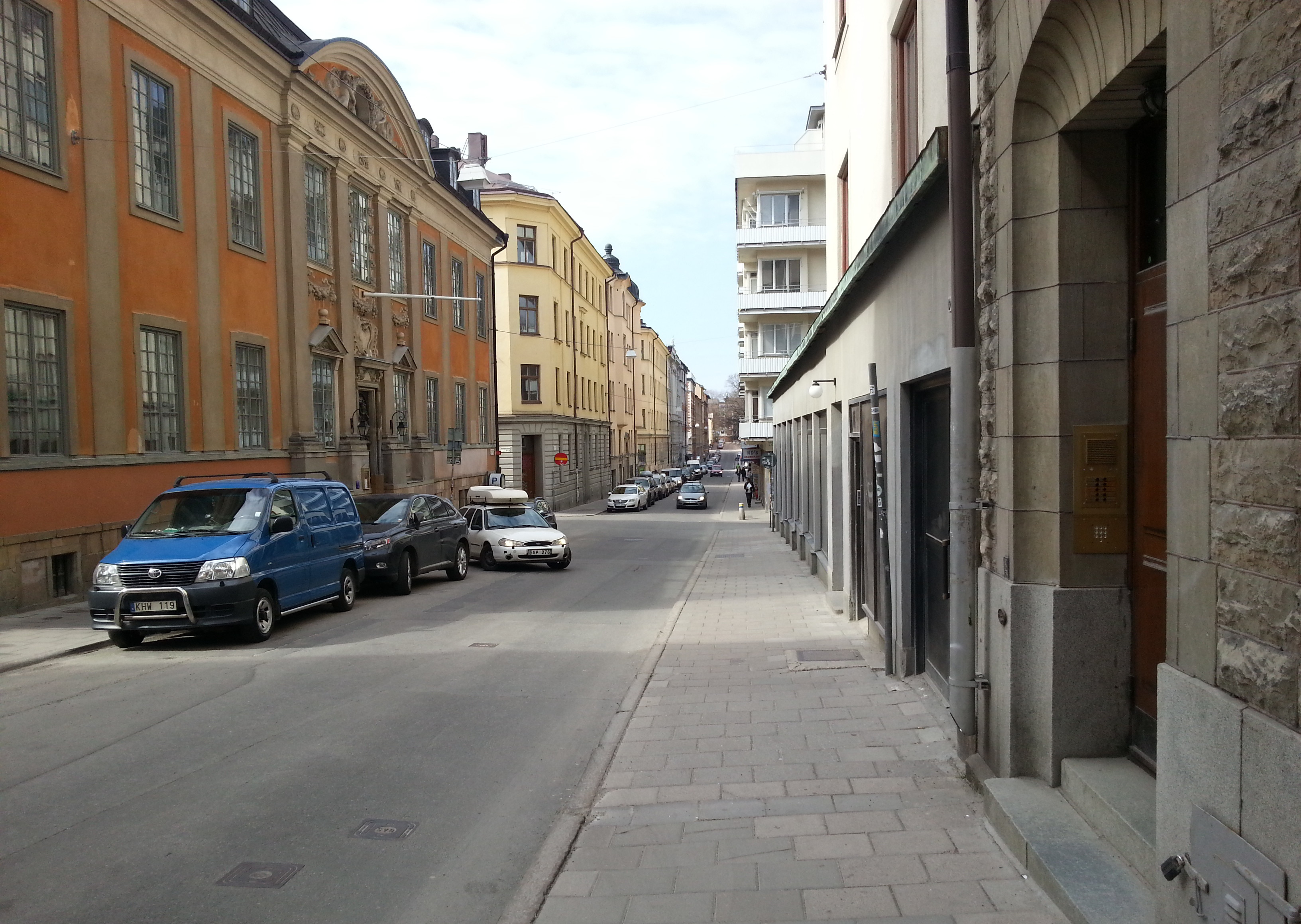
Sankt Paulsgatan västerut med Van der Nootska palatset till vänster, 2013.

Sankt Paulsgatan, ligger på Södermalm i Stockholms kommun. Gatan leder öst-västligt från Götgatan till Torkel Knutssonsgatan, parallellt med den norromliggande Hornsgatan och är cirka 770 meter lång.

## Historik
År 1647 omnämns Sankt Paulsgatan som Sancti Påwels gathun. Det är oklart var namnet kommer ifrån, men möjligen har Sankta Maria Magdalena kyrka, som finns i närheten, gett upphov till gatunamnet. Det tidigare metodistkapellet S:t Paulskyrkan, som övertagits av Stockholms Stadsmission med en ny verksamhet, fick också sitt namn efter gatan. Vid Sankt Paulsgatan ligger från väster till öster förutom S:t Paulskyrkan också Mariatorget, Monténska huset, van der Nootska palatset och Monteliushuset. I kvarteret Saturnus låg tidigare Van Eijckska palatset som revs för Söderledens framdragande. 
Vid Sankt Paulsgatan 39 återfinns den tidigare malmgården Hartwickska huset som byggdes 1769 för järnhandlaränkan Margareta Kierman. Huset ägs idag av Stockholms stad som sedan slutet av 1960-talet har använt det för föreningsändamål. På samma tomt ligger Maria gamla skola med byggnader från 1864 och 1876 ritade av arkitekt Johan Fredrik Åbom. Här bedrivs fortfarande skolundervisning som numera ligger under Södermalmsskolan. Maria gamla skola är därmed Stockholms äldsta bevarade skola med ursprunglig verksamhet.

## Bilder, byggnader och anläggningar i urval

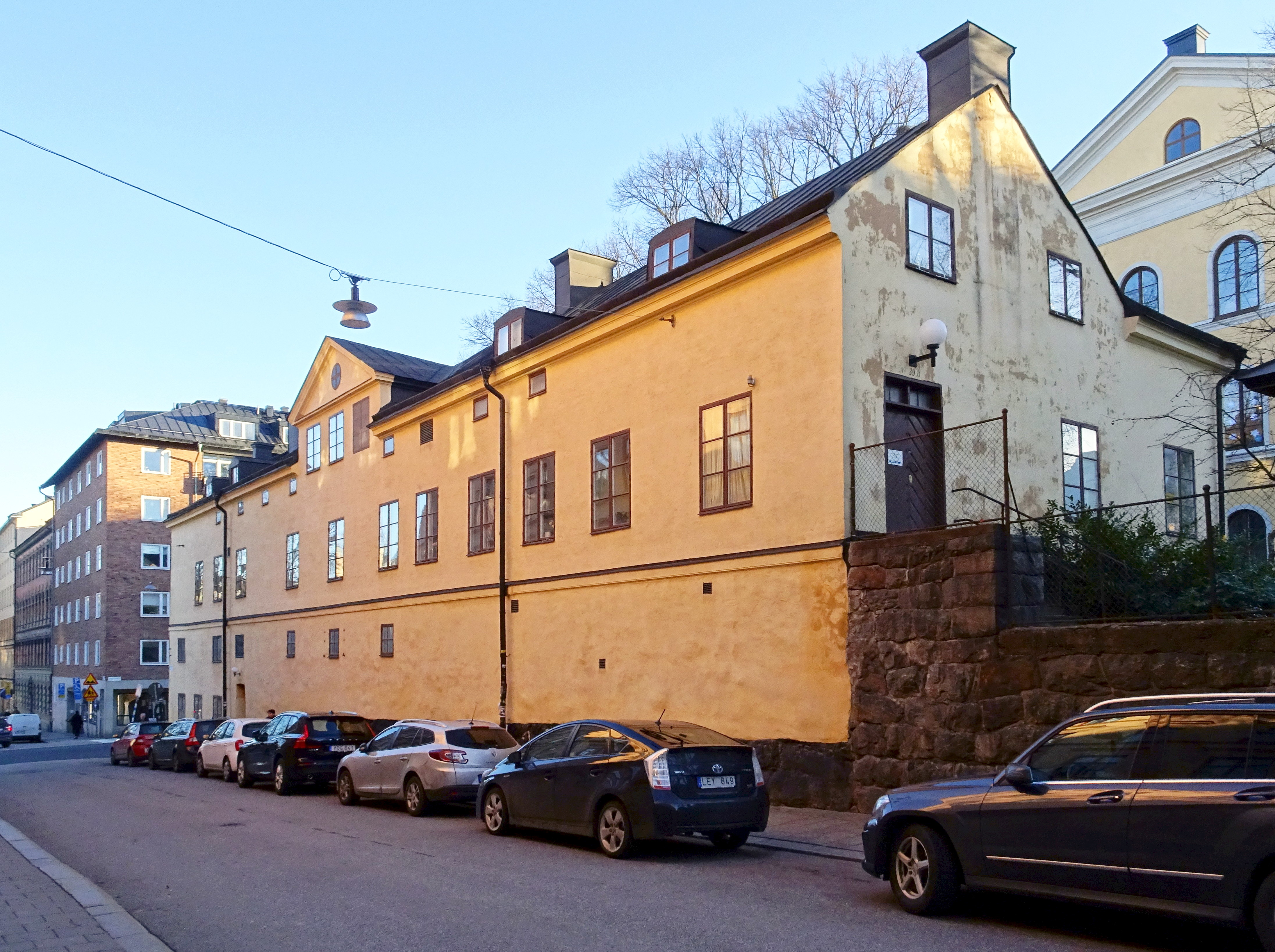
Hartwickska huset.
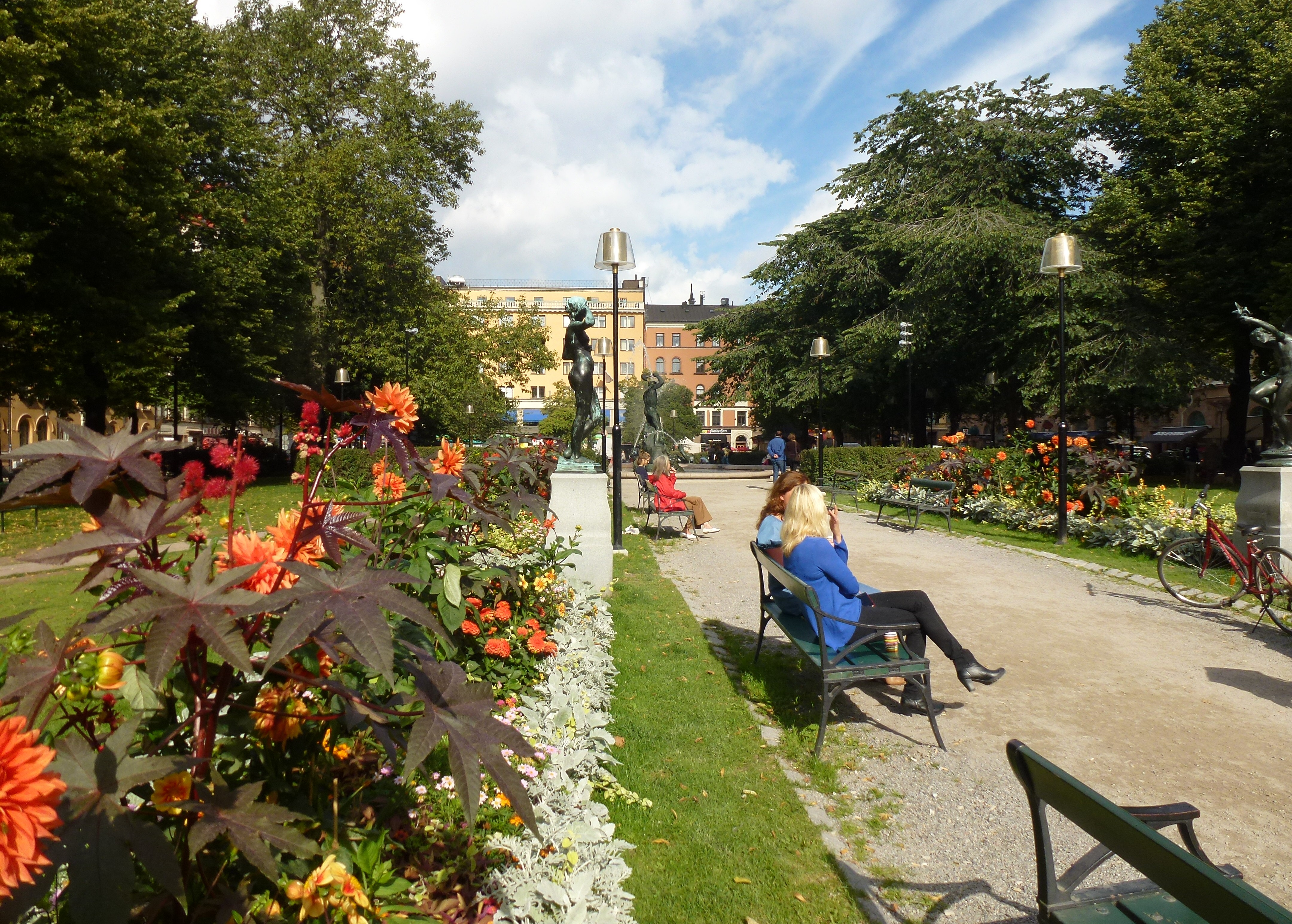
Mariatorget.
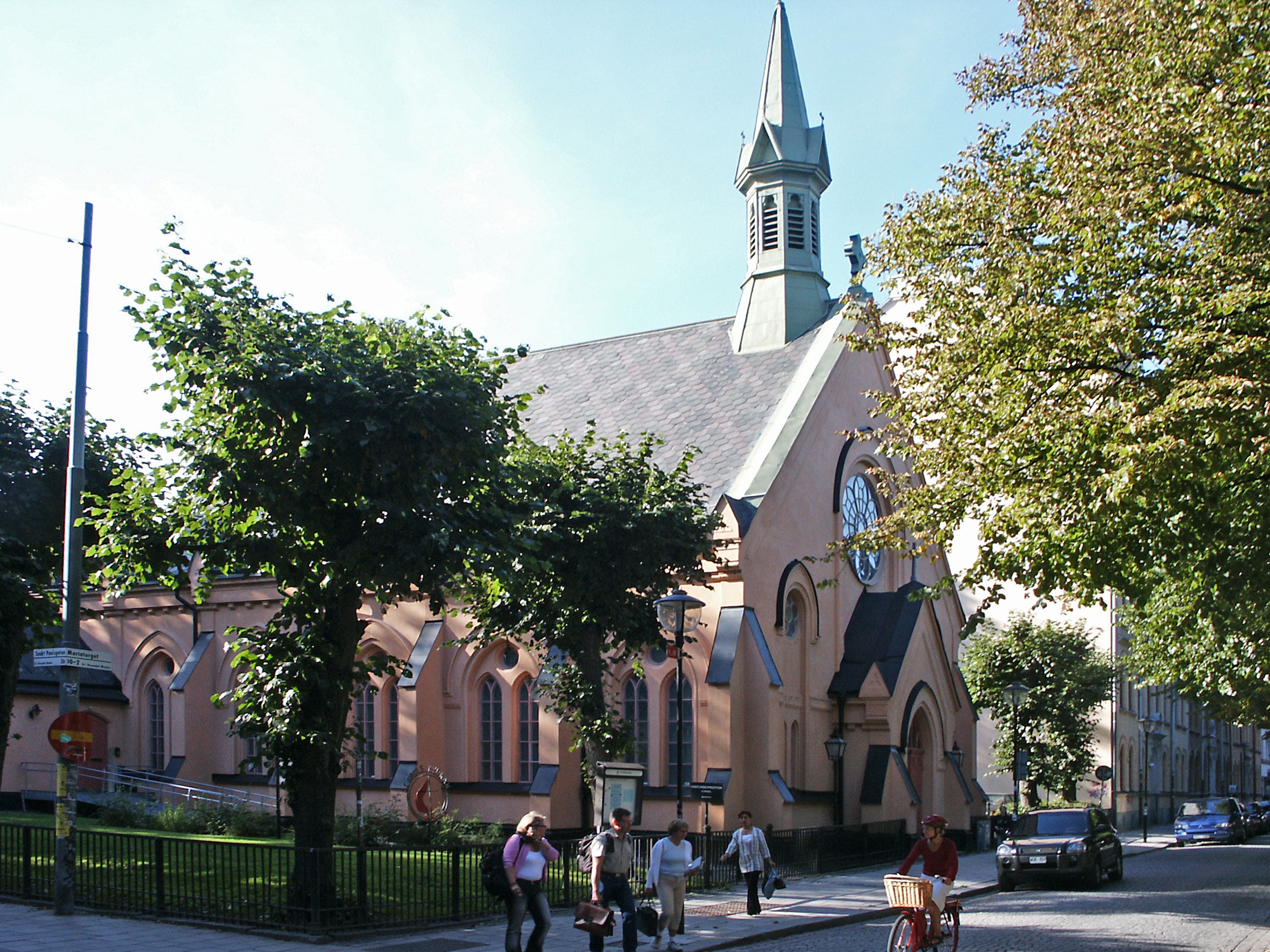
Sankt Paulskyrkan.
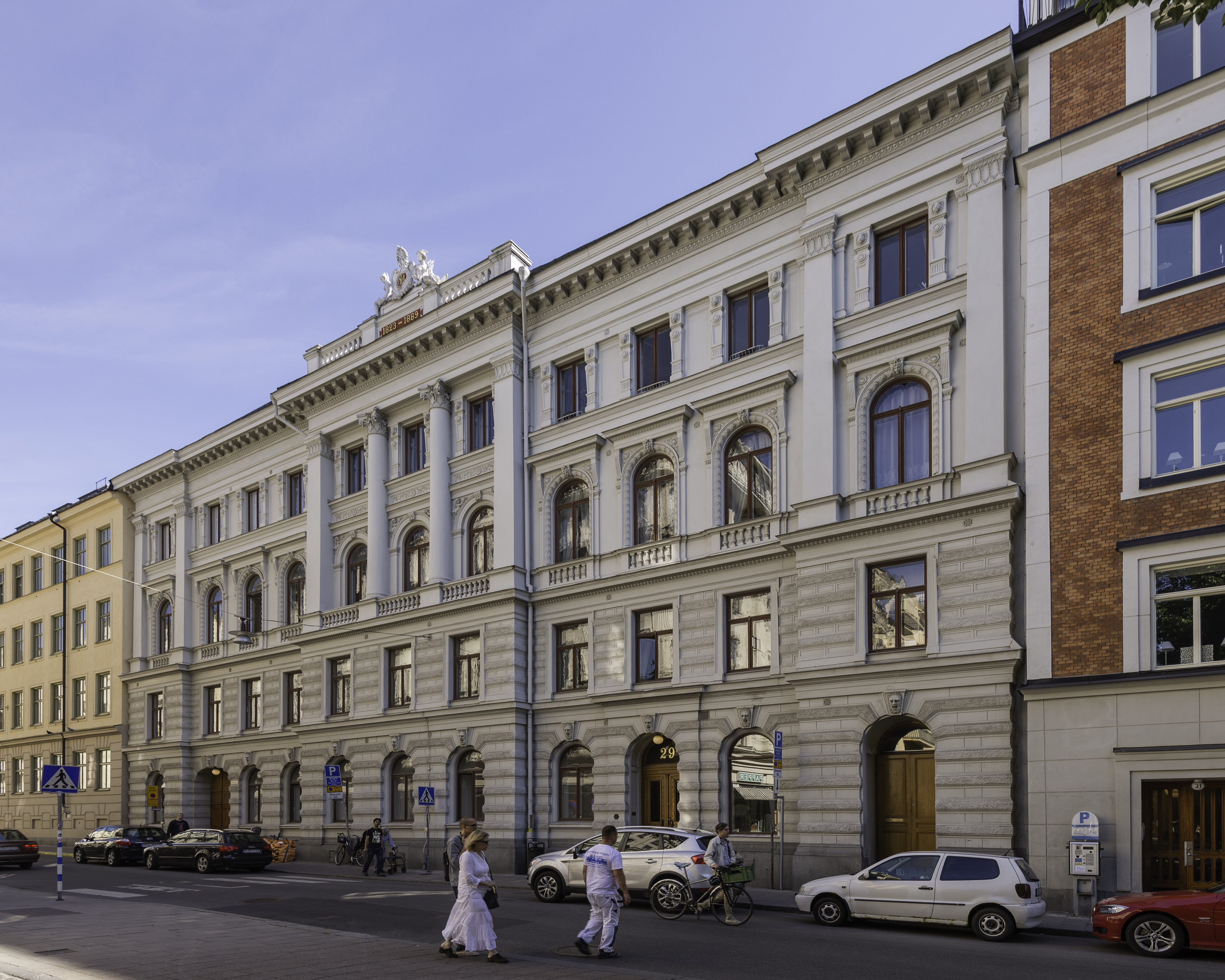
Monténska huset.
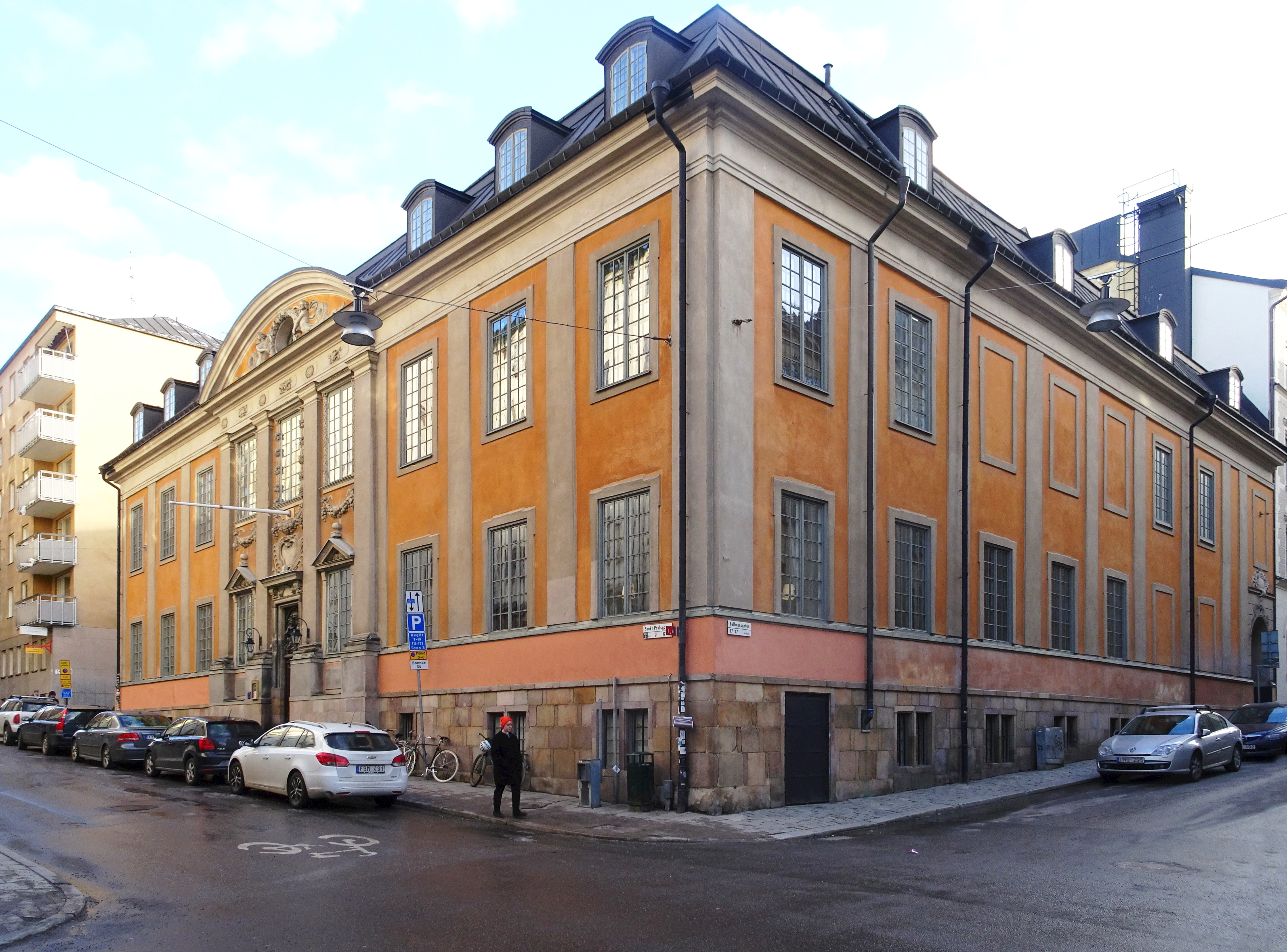
Van der Nootska palatset.